# 堀江景用
堀江 景用（ほりえ かげもち）は、室町時代後期の武将。朝倉氏の家臣。

## 出自
堀江氏は、利仁流河合斎藤氏の系統とされる。景用は堀江氏の庶家の出身である。

## 生涯
堀江景経の子とされる。越前国守護・斯波義敏と守護代・甲斐常治が争った長禄合戦において、堀江惣領家（堀江石見家）の堀江利真は斯波方につき、長禄3年（1459年）に甲斐方の朝倉孝景（英林）に討ち取られた。これによって断絶した惣領家を、庶家から景用が継承することとなった。
景用は孝景と共に甲斐方として戦った。以後、朝倉氏の国衆（外様）として活動し、文明6年（1474年）1月18日の杣山合戦で武功を上げたとされる（『 朝倉始末記』）。
歌人としての才能もあったと伝えられる。

## 大蛇の子の伝承
『 朝倉始末記』によれば、父とする堀江景経は、笛の名手であり、ある夜、笛を吹いていたところ、その笛の音に誘われるように現れた美女と夫婦となった。
その後、その女性が出産間近になって、「産所には近付かないで欲しい」と頼んだが、景経はその約束を破って中を覗くと、中にいた大蛇が覗かれているのを知ってその場から姿を消し、あとには景用が残されていたという伝承がある。
このような由来から、堀江家の家紋は、爾後「蛇の目」になったとされている。